# Lucien Simon
Pour les articles homonymes, voir Simon.
Lucien Simon, né le 18 juillet 1861 à Paris et mort à Sainte-Marine le 13 octobre 1945, est un peintre, aquarelliste, dessinateur et lithographe français.

## Biographie

### Famille
Lucien Joseph Simon naît dans une famille bourgeoise parisienne. Son père est docteur en médecine dans le quartier de Saint-Sulpice, sa mère est issue d'une famille de commerçants et de juristes.

### Formation
Il fait ses études à Paris au lycée Louis-le-Grand et prépare l'École polytechnique après son baccalauréat tout en maniant crayons et pinceaux. Pendant son service militaire, il se lie d'amitié avec le peintre George Desvallières. Il entre à l’atelier de Jules Didier. De 1880 à 1883, il suit les cours de Tony Robert-Fleury et de William Bouguereau à l’Académie Julian.

### Carrière artistique

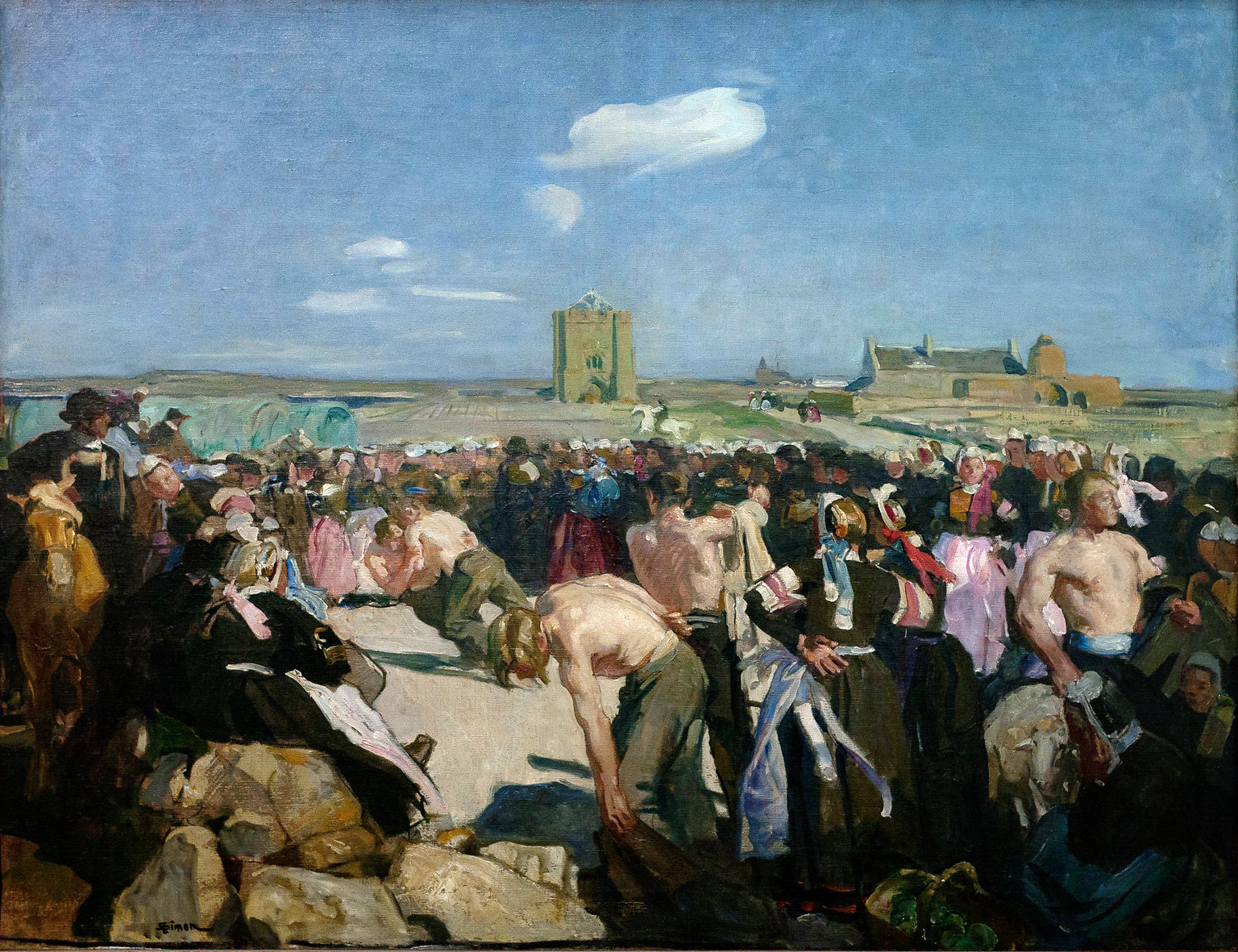
Les Lutteurs à mains plates, Penmarc'h (vers 1898), musée des Beaux-Arts de Brest.

Lucien Simon débute au Salon des artistes français de 1881 et expose au Salon de la Société nationale des beaux-arts. En 1884, son Portrait de Mme Ch. Simon obtient une mention honorable au Salon des artistes français. Il acquiert une notoriété auprès de la société parisienne. Au cours d'un voyage aux Pays-Bas, il est influencé par les œuvres de Franz Hals, mais lui-même se considère comme un peintre autodidacte. « C'est à l'école mutuelle de l'atelier Julian que Simon dit avoir appris le meilleur de la technique indispensable, avec George Desvallières, Ménard et Dinet ». En 1890, il rejoint la Société nationale des beaux-arts, créée entre autres par Auguste Rodin et Pierre Puvis de Chavannes, lassés de l’autoritarisme académique du Salon des artistes français. Lucien Simon vend ses premières toiles à des collectionneurs étrangers, puis à l’État à partir de 1895.
En 1891, il épouse Jeanne Dauchez, fille d'un avocat-administrateur de biens et sœur du peintre breton André Dauchez, elle-même peintre, avec qui il aura quatre enfants : Paul en 1892, sculpteur animalier, Lucienne en 1896, Charlotte en 1897, artiste peintre et Pauline vers 1907. Cette même année 1891, il rencontre Charles Cottet. C'est à cette époque que Lucien Simon découvre la Bretagne. Il y achète un sémaphore désaffecté à Sainte-Marine qu’il aménage en maison de vacances pour sa famille et en atelier de peinture en 1902, ce qui lui permet de peindre ses toiles sur place. La vie de famille sera pour lui une source d'inspiration, qu’il s’agisse des portraits de sa femme, de ses enfants ou petits-enfants, de scènes de jeux ou de déguisements. Il y consacre de nombreux tableaux tels Dîner à Kergait, La Causerie du soir, Madame Lucien Simon et ses enfants, Intimité, etc.
Lucien Simon enseigne la peinture à la Suissesse Martha Stettler en 1899 et l'aide à percer.
En juin 1899, il rejoint la Société nouvelle de peintres et de sculpteurs, avec une première exposition collective à la galerie Georges Petit à Paris en mars 1900.
Les années 1900-1920 marquent l’apogée de la carrière de Lucien Simon. Sa renommée l’amène à beaucoup voyager et il participe à plusieurs expositions internationales (Londres, Venise, Pittsburgh).
L’État lui achète des toiles (La Procession, 1901, Paris, musée d’Orsay), tout comme des musées japonais, européens et américains et des collectionneurs étrangers renommés (les Russes Ivan Morozov et Sergueï Chtchoukine). Le musée du Prado lui achète La Leçon de danse. En 1900, Lucien Simon obtient la médaille d’or à l’Exposition universelle de Paris et est nommé chevalier de la Légion d’honneur. En 1911, il est promu officier du même ordre.
En 1905, il est en contact avec Tito Salas, peintre vénézuélien, alors envoyé par son gouvernement en Europe pour se former à l'école des peintres français. Il fait partie, avec Charles Cottet, Émile-René Ménard, André Dauchez et René-Xavier Prinet, du groupe des peintres surnommé « La Bande noire » par la critique, sans doute par opposition aux toiles claires des impressionnistes. La plupart de ces jeunes artistes enseignent à l'Académie de la Palette.
En 1906, il se fait construire au 3 bis, rue Cassini une demeure par l'architecte Louis Süe. 

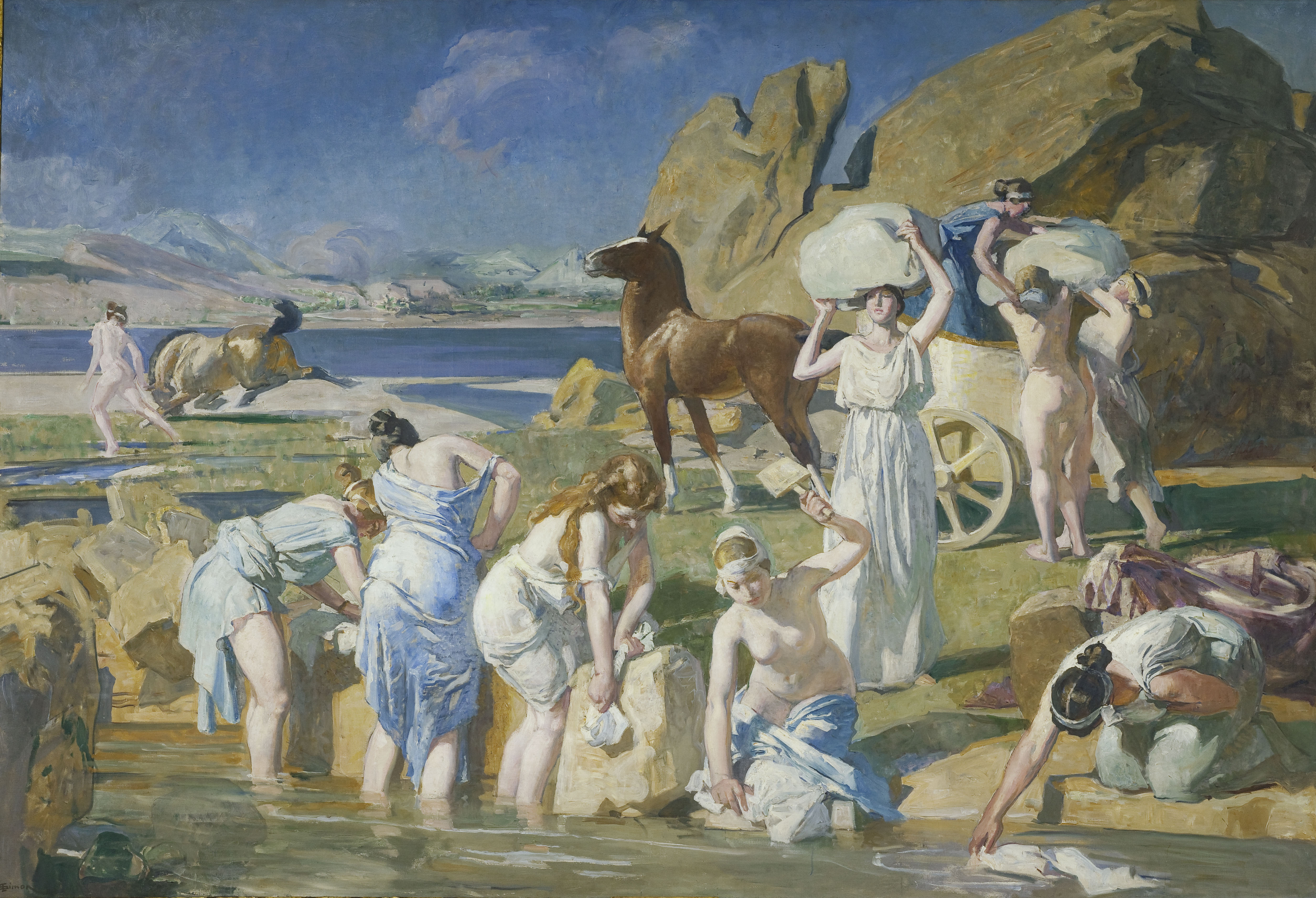
Nausicaa (1915), Paris, Petit Palais.

En 1917, il est envoyé sur le front pour dessiner les scènes de guerre. Dans les premières années de l'entre-deux-guerres, il s'éloigne des thèmes contemporains pour s'inspirer de l'Antiquité avec des sujets comme Nausicaa à la fontaine.
Après la Première Guerre mondiale, Lucien Simon est un peintre reconnu qui peint les foules des pardons et des bals populaires avec une palette de plus en plus colorée.

« Lucien Simon est un artiste sensible, indépendant des modes. Sa peinture s’est éclaircie, rapprochée de celle des impressionnistes, tout en conservant ses caractéristiques de composition solide et originale et de virtuosité d’exécution. C’est toujours aux figures et aux silhouettes humaines qu’il s’intéresse, ses modèles sont vivants, il en suggère le tempérament, l’activité. Mais aussi, il sait saisir un effet de lumière fugitif, comme faire revivre l’ensoleillement d’un après-midi d’été, la douceur du soir ou l’inquiétante lumière d’un ciel d’orage. Aucun personnage n’est figé, il est toujours entraîné par le mouvement de la vie, du vent, de la route ou du travail. »

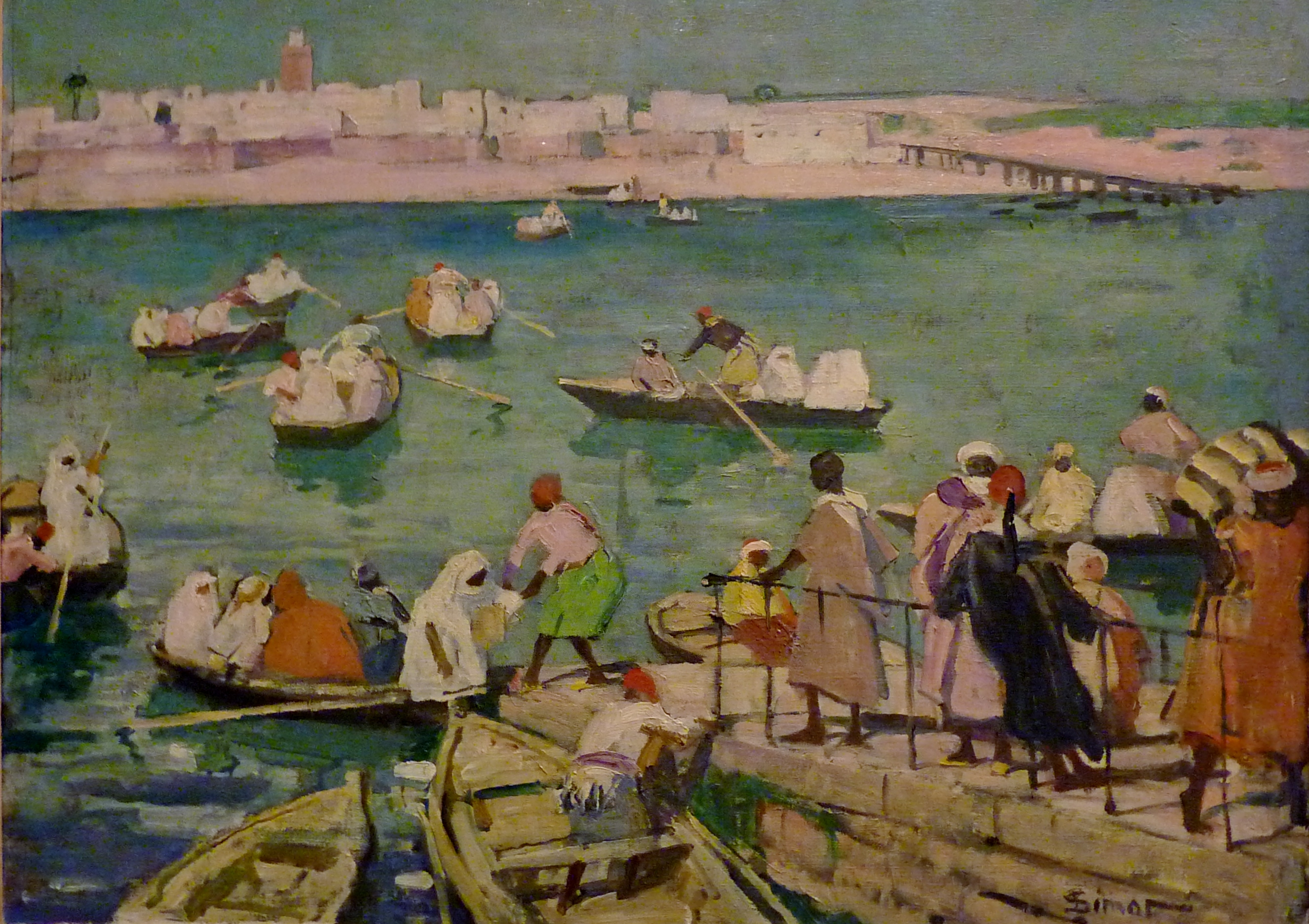
Embarcadère au Maroc (1927), Quimper, musée départemental breton.

En 1923, Lucien Simon est nommé professeur à l’École des beaux-arts de Paris. Il est élu à l’Académie des beaux-arts le 5 mars 1927 au siège d'Adolphe Déchenaud et est nommé l'année suivante membre du conseil supérieur des musées nationaux.
On le nomme peintre officiel de la Marine en 1933. Il est également professeur à l’Académie de la Grande Chaumière. L’État lui commande plusieurs œuvres, comme la Messe du Soldat mort et le Sacrifice pour l'église Notre-Dame-du-Travail à Paris, puis le charge de la décoration de l’escalier du Sénat, inauguré en 1929.
Il réduit ses apparitions officielles à partir des années 1930. Il s’implique encore dans la création de la Casa de Velázquez de Madrid, inaugurée en 1929. En 1931, il prononce à Buenos Aires plusieurs conférences sur la peinture contemporaine française. En 1934, il illustre le livre Pêcheur d'Islande de Pierre Loti. Enfin, en 1937, il obtient le grand prix de l’Exposition universelle de Paris pour ses panneaux décoratifs du pavillon du Luxembourg : La Procession dansante à Echternach, La Sûre et La Moselle.
Pendant la Seconde Guerre mondiale, il se retire à Sainte-Marine où il se consacre pleinement à des sujets bretons. Il peint les paysages de l’Odet, la vie quotidienne des marins et des paysans.
Lucien Simon meurt le 13 octobre 1945 à Sainte-Marine. Il est enterré au cimetière de Combrit, dans le Finistère.

## Influences
Lucien Simon défend une peinture fondée sur la composition plutôt que sur la couleur ; c'est-à-dire que pour lui, la composition d’un tableau est primordiale. Il suit en cela les peintres Jean-Baptiste Corot (1796-1875), Henri Fantin-Latour (1836-1904), Whistler (1834-1903) et Eugène Carrière (1849-1906).
Aujourd’hui, Lucien Simon est affilié aux courants naturaliste et intimiste, et souvent rangé par défaut parmi les peintres post-impressionnistes. On le considère aussi comme un peintre régionaliste. Il est d’ailleurs surtout connu en Bretagne, et principalement dans le pays Bigouden.
Ses œuvres sont dispersées dans le monde : musées de Boston et de Philadelphie aux États-Unis, musée des Beaux-Arts de Buenos Aires, collections privées au Japon (collection Matsukata), musées européens. En France, plusieurs musées conservent des toiles de Lucien Simon : le musée d’Orsay à Paris, dans les salles consacrées aux peintres de la Bande noire, ainsi que certains musées bretons, comme le musée des Beaux-Arts de Quimper.

## La Bande noire, l’intimisme et la Bretagne

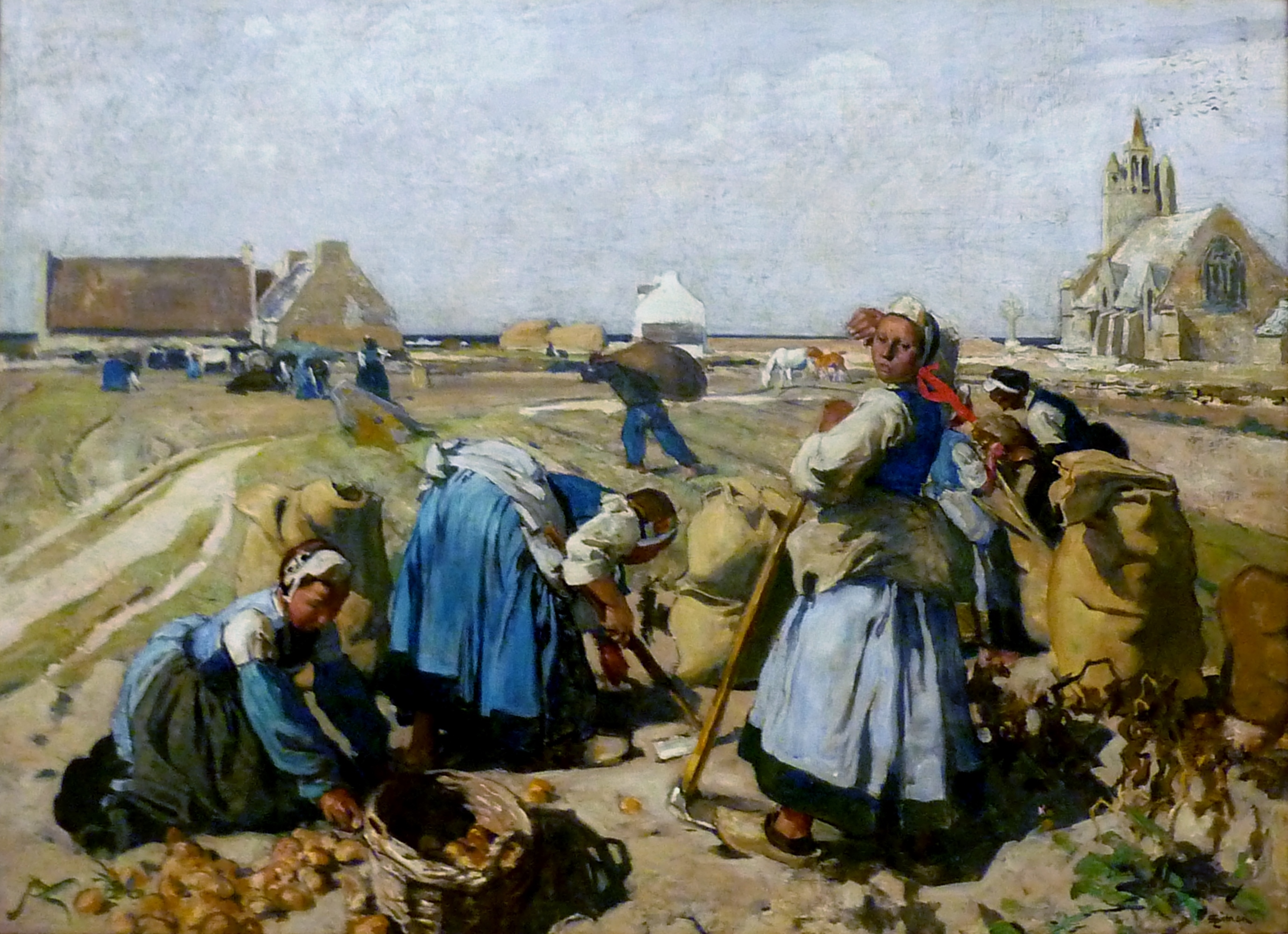
La Récolte des pommes de terre (1907), huile sur toile, musée des Beaux-Arts de Quimper.

Lucien Simon ne s’enferme pas dans le rigorisme de la Bande noire et garde sa liberté de style. Il peint des scènes intimistes : des portraits, souvent de membres de sa famille (Autoportrait, 1909, musée des Beaux-Arts de Lyon), des scènes presque impressionnistes (Causerie du soir, 1902, musée de Stockholm), des baigneuses, des bourgeoises parisiennes…
Lucien Simon se passionne pour la Bretagne, et principalement pour le Pays Bigouden (Finistère), ce qui  lui vaudra son surnom de « Peintre du pays Bigouden ». Il séjourne régulièrement, plusieurs mois par an dans le sémaphore qu’il y a acheté. Il observe et peint les Bretons et les Bigoudens, qu’il voit à la messe, dans les fêtes religieuses, à la fête foraine, sur le port ou dans les champs derrière sa maison. Lucien Simon peint les paysages bretons : l’embouchure de l'Odet, le port de Sainte-Marine, la mer. Il s’intéresse aussi aux scènes de la vie quotidienne : le ramassage des pommes de terre, les ramasseurs de goémon, les pêcheurs. Il est d’abord attiré par la rudesse triste de ce peuple.
Au fil des années, sa peinture se colore : il peint de plus en plus de scènes lumineuses. À côté des robes de deuil, il esquisse des foules bariolées, les rires des enfants, les jeux bruyants des petites filles.
Une Association Lucien Simon a été créée en juin 2010 par Dominique Boyer, petit-fils du peintre[réf. nécessaire].

## Œuvres

### Œuvres dans les collections publiques

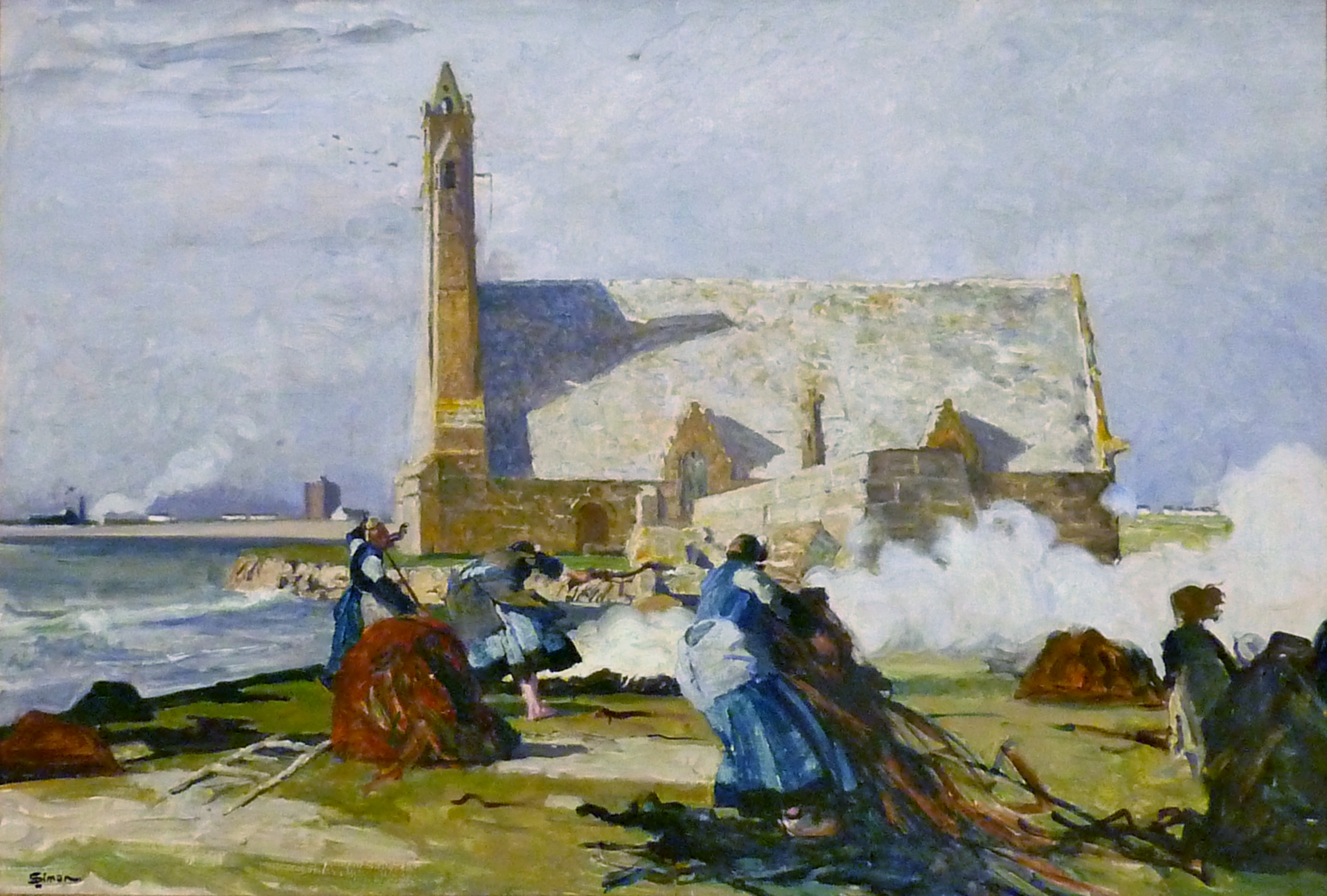
La Chapelle de la Joie (1907), huile sur toile, musée des Beaux-Arts de Quimper.

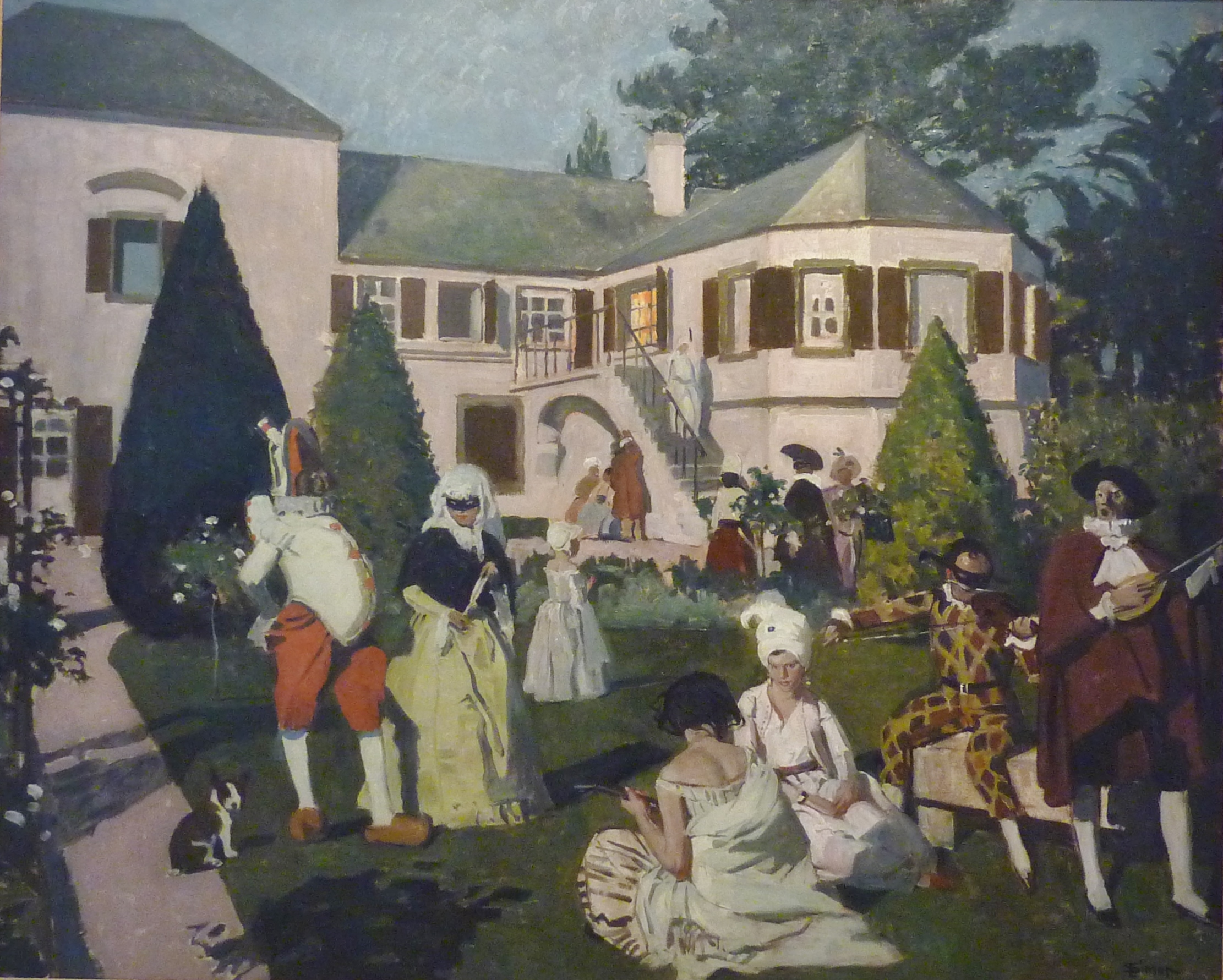
Soirée costumée au sémaphore (1928), huile sur toile, musée des Beaux-Arts de Quimper.

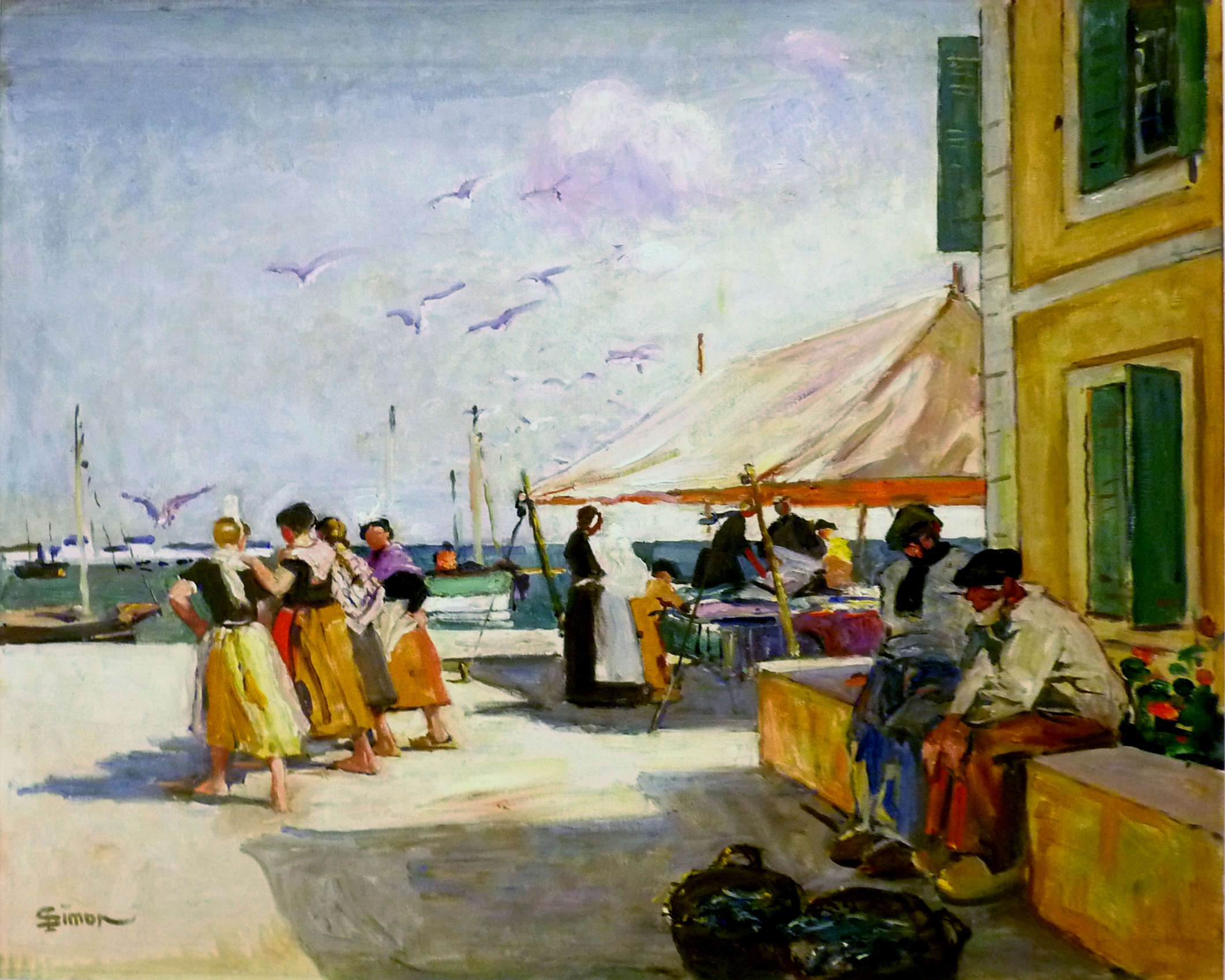
Le Quai de Kérity (1937-1938), huile sur toile, musée des Beaux-Arts de Quimper.

#### Espagne
- Madrid, musée Reina Sofía : La Leçon de Danse, huile sur toile.

#### États-Unis
- Philadelphie, Philadelphia Museum of Art : Groupe de famille, 1897, huile sur toile.
- Pittsburgh, Carnegie Institute : Soirée dans l'atelier, 1904, huile sur toile.

#### France
- Brest, musée des Beaux-Arts : Les Lutteurs à main plate, Penmarc’h, vers 1898, huile sur toile.
- Île-Tudy, salle de bal : peintures décoratives, 1898[4].
- Loctudy, manoir de Kerazan, fondation Astor :
  - Départ des permissionnaires de la Grande Guerre à la gare de Pont-l'Abbé, 1916 ;
  - Dans la campagne bretonne.
- Sainte-Marine (Combrit), Abri du marin :
  - Jour de baptême en Pays bigouden ;
  - Bigoudens en prière dans l'église Saint-Tugdual de Combrit.
- Lyon, musée des Beaux-Arts : Autoportrait, 1908, huile sur toile.
- Nantes, musée des Beaux-Arts : La Récolte des pommes de terre, 1923, aquarelle.
- Paris :
  - église Notre-Dame-du-Travail, chapelle des morts : Le Sacrifice et L'Apothéose, 1919[15].
  - musée d'Orsay :
    - Procession à Penmarc'h 1900, huile sur toile, 136 × 175 cm[16]
    - La Cale de l'Île-Tudy, 1907, huile sur toile
    - L'Atelier de l'artiste, 1922-1927, huile sur toile, 300 × 623 cm[17]

  - palais du Luxembourg : Pax in virtute tua, 1926-1928, partie d'un ensemble de quatre toiles marouflées sur le mur de l'escalier des Conférences.
  - Petit Palais: Nausicaa, 1915.
- Pau, musée des Beaux-Arts :
  - Les Musiciens, huile sur toile[18] ;
  - Portrait d'Aman-Jan, huile sur toile[18] ;
- Quimper :
  - musée des Beaux-Arts :
    - Famille bigoudène en deuil, 1912, huile sur toile ;
    - La Parade de cirque forain au pardon de Notre-Dame-de-la-Joie, 1919, huile sur toile ;
    - Le Quai de Kérity, 1937-1938, huile sur toile ;
    - Intimité, vers 1942-1944, huile sur toile ;
    - La Récolte des pommes de terre, 1907, huile sur toile[19] ;
    - La Chapelle de la Joie, 1907, huile sur toile ;
    - Soirée costumée au sémaphore, 1928, huile sur toile.

  - musée départemental breton :
    - Vieille bretonne conduisant des enfants, 1897, lithographie ;
    - Atelier de brodeuses à Pont-L'Abbé, 1906, aquarelle ;
    - Jeune Bigoudène et son enfant, vers 1908, étude pour Les Petits enfants sur la dune, aquarelle ;
    - Chez le mercier, 1919, aquarelle ;
    - Les Apprêts du dimanche, 1919, huile sur toile ;
    - Les Bigoudènes, vers 1920, eau-forte ;
    - Jeune Bigoudène, vers 1920-1930, aquarelle ;
    - Bal bigouden, vers 1925, huile sur toile ;
    - L'Embarcadère (Maroc), 1927, huile sur toile.
- Rennes, musée des Beaux-Arts : Le Passeur, 1907, huile sur toile. Il s'agit du passeur de l'Île-Tudy.
- Sainte-Marine, Abri du marin : Jour de baptême en Pays bigouden, huile sur toile[N 2].

#### Hongrie
- Budapest, musée des Beaux-Arts : Madame Lucien Simon et ses enfants, 1903, huile sur toile.

#### Roumanie
- Bucarest, musée national d'Art de Roumanie : Maisons près de la mer, 1919, huile sur toile[20].

#### Russie
- Moscou, musée Pouchkine : Coup de vent, 1902, huile sur toile.
- Saint-Pétersbourg, musée de l'Ermitage : Bretons, 1898, huile sur toile.

#### Suède
- Stockholm, Nationalmuseum : Causerie du soir ou Fin de repas à Kergait, 1902, huile sur toile.

### Œuvres référencées non localisées
- Femmes de Pont-l'Abbé[2].
- Une famille bigoudène[2].
- Un carrier breton[2].
- Fillette de Pont-l'Abbé[2].
- La Mi-carême, 1902[2].
- Les Quilles[2].
- Étude sur le quai[2].
- Le Débarquement[2].
- Courses à Pont-l'Abbé[2].
- Paysage Breton, vers 1890

Œuvres de Lucien Simon
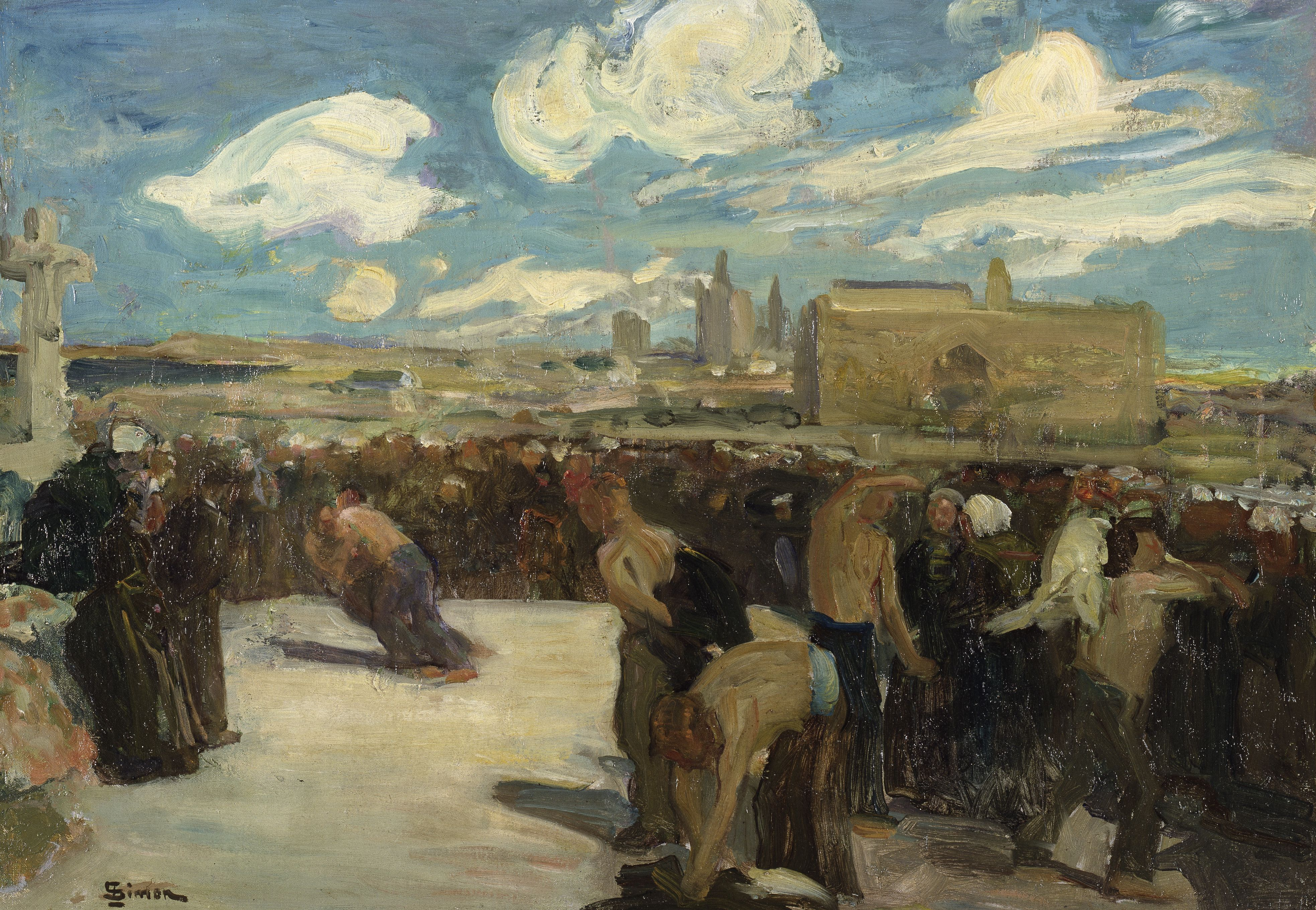
Lutteurs en Bretagne, vers 1898, musée des Beaux-Arts de Gand.
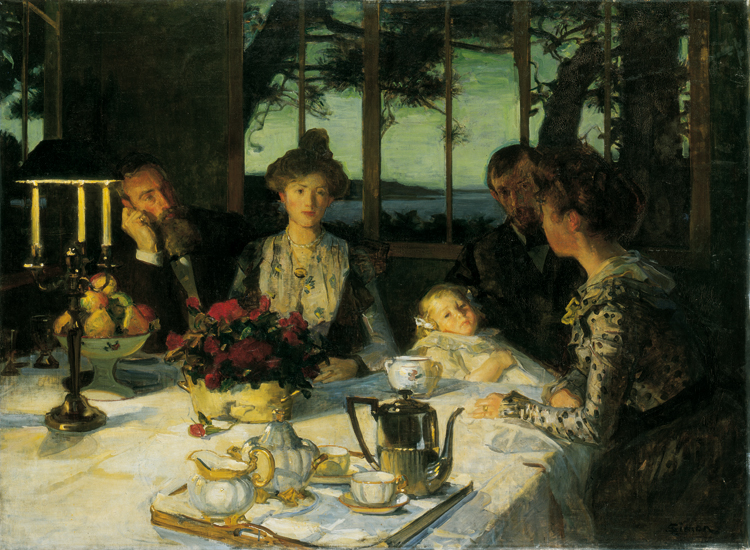
Fin de repas à Kergaït, 1901, Stockholm, Nationalmuseum.
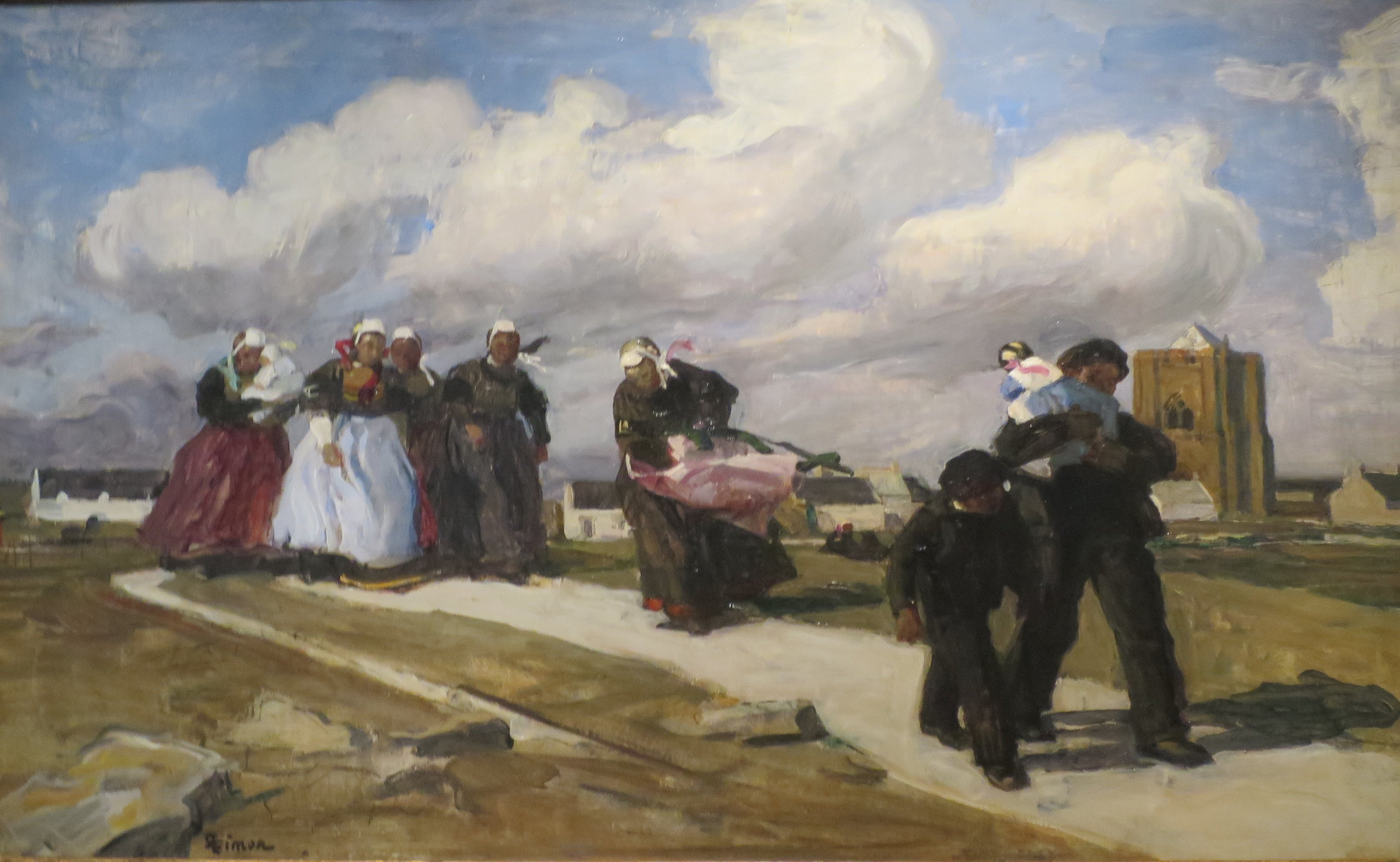
Coup de vent, 1902, Moscou, musée Pouchkine.
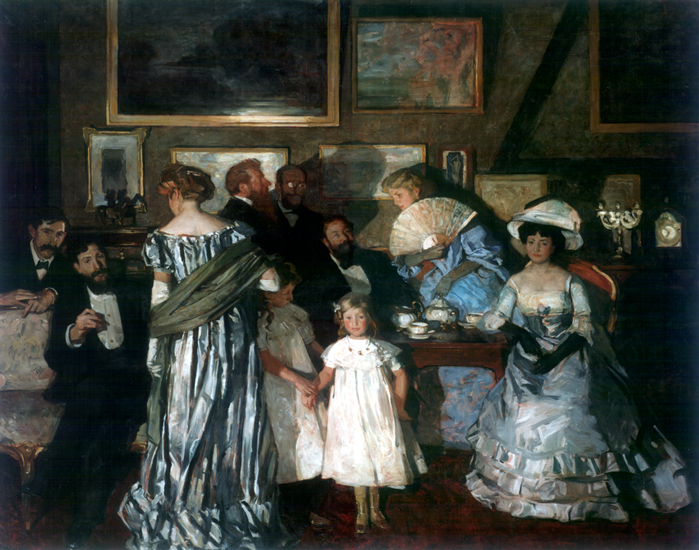
Soirée à l'Atelier, 1904, Pittsburgh, Carnegie Institute.
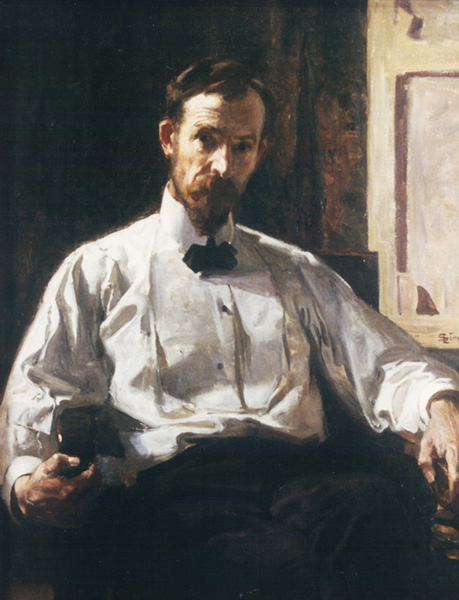
Autoportrait, 1908, Lyon, musée des Beaux-Arts.
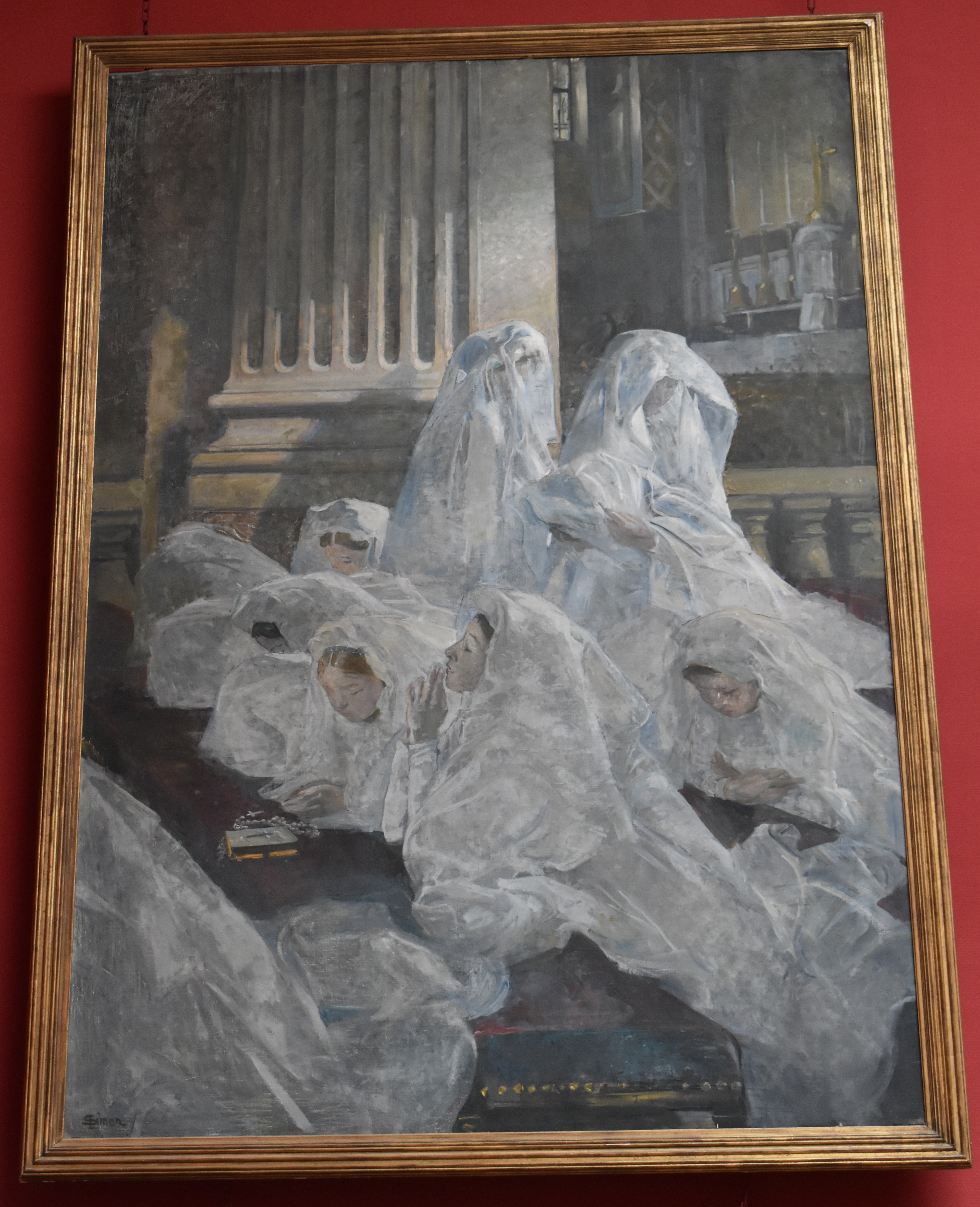
Les Communiantes, vers 1911, Limoux, musée Petiet

## Élèves notables
- René Aubert
- Patrick Bakker
- Claire Bertrand
- Yves Brayer
- Robert Cami
- Jacques Camus
- Edmond Chauvet
- Alice Dannenberg (1861-1948)
- Georges Delplanque (1903-1999), dès 1927.
- Jacques Derrey
- Jean Dries
- Willy Eisenschitz
- Élisabeth Faure (1906-1964), de 1928 à 1934.
- Yves Floc'h (1906-1990)
- Lucien Fontanarosa
- Paul Girol (1911-1988), à partir de 1928.
- André Hambourg
- Louise Hervieu
- Kamesuke Hiraga (1889-1971)
- Robert Humblot
- Henri Jannot
- Henry Lemarié (1911-1991)
- Théophile Lemonnier (1901-1986), de 1923 à 1925.
- Nelly Marez-Darley
- André Mériel-Bussy (1902-1984) à partir de 1924[22].
- Robert Micheau-Vernez
- Georges Mirianon
- Jeanne Moride (1881-1970)
- Jean Navarre
- Børge Christoffer Nyrop (da) (1881-1948)
- Marcel Parturier (1901-1976)
- Clairette Petrucci (1899-1994)[23]
- Mary Piriou (1881-1956)
- Henri Plisson (1908-2002)
- Georges Rohner
- Henry Simon
- Martha Stettler (1870-1945)
- Mary Swanzy (1882-1978)
- Jacques Thiout (1913-1971)

## Expositions
- Londres[réf. nécessaire].
- Venise[réf. nécessaire].
- 1905, Pittsburgh, Soirée dans l'atelier.
- 2002, Paris, galerie Philippe Heim.
- Du 30 juin au 2 octobre 2006, musée des Beaux-Arts de Quimper, commissariat par André Cariou, directeur du musée. La réédition augmentée du livre édité par Palantines fait office de catalogue.
- Du 2 avril au 9 octobre 2016, musée du Faouët, La Fête vue par les peintres bretons.